# NGC 96
Az NGC 96 egy lentikuláris galaxis az Andromeda (Androméda) csillagképben.

## Felfedezése
Az NGC 96 galaxist Guillaume Bigourdan fedezte fel 1884. október 24-én.

## Tudományos adatok
A galaxis 6185 km/s sebességgel távolodik tőlünk.